# ابن مقرض
اِبْنُ مِقْرَضٍ أواِبْنُ مُقْرِضٍ  (Mustela putorius furo) (الجمع: بنات مقرض) يعتبر النوع الأليف من ابن عرس الأوروبي، وهو ثديي 
ينتمي إلى نفس جنس ابن عرس (جنس Mustela) من فصيلة العرسيات، وهو حيوان مفترس.
تاريخ استئناس ابن مقرض غير واضح شأنه في ذلك شأن معظم الحيوانات المستأنسة الأخرى، لكن الأرجح أنه استؤنس منذ -على الأقل- 2500سنة. وما زال هذا الحيوان يستخدم لصيد الأرانب 
في بعض أجزاء العالم ولكن وبشكل متزايد يحتفظ به كحيوان أليف.
لأن هذا الحيوان قريب لابن عرس الأوروبي
فمن السهل تهجين ابن مقرض معه وقد أدى هذا إلى إنتاج حيوانات هجينة بين النوعين شكلت مستعمرات برية فألحقت الضرر بالحيوانات المحلية خاصة في نيوزيلاندا . وأدى ذلك إلى فرض قيود
على تربية بنات مقرض في بعض مناطق العالم.

## البيولوجيا

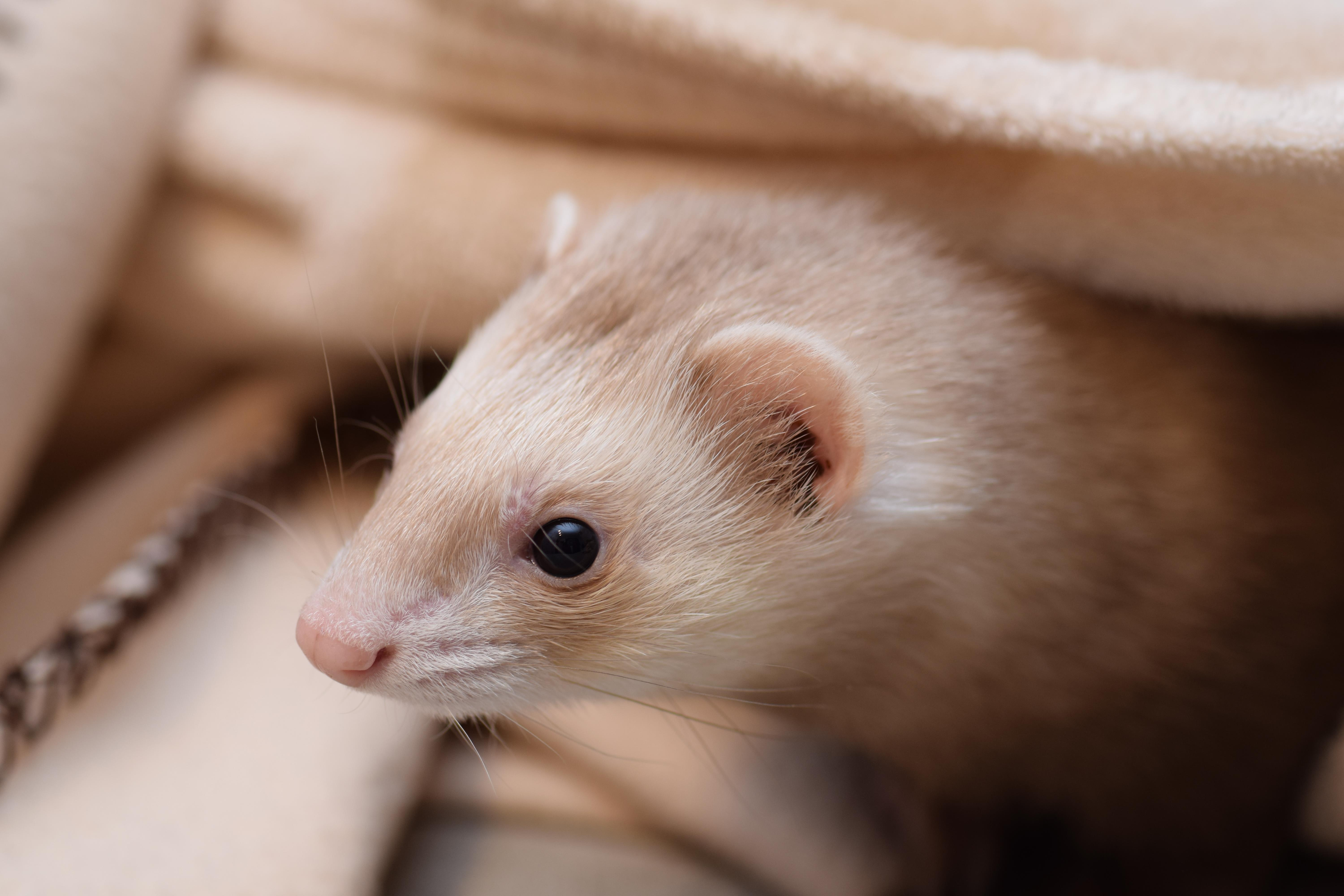
صورة جانبية لابن مقرض

### الوصف
جسم ابن مقرض شبيه بجسم سائر العرسيات 
إذ أنه طويل ونحيل،
معدل طوله هو 50 سم يضم ذلك ذيلاً طوله 13 سم. ولفروه ألوان كثيرة منها البني، الأسود، الأبيض أو مختلط الألوان. ويزن حوالي (2-0.7 كجم)  تختلف ذكور هذا المفترس عن الإناث حيث أن الذكور فعلياً أكبر منهن حجماً. متوسط فترة الحمل عند الإناث هي 42 يوم،
وتحمل الإناث مرتين أو ثلاث مرات كل سنة. و
تلد كل مرة من 4 إلى 8  جراء، تفطم بعد 3 إلى 6 أسابيع من الولادة ثم تستقل بذاتها عند عمر ثلاثة أشهر و تبلغ عند عمر 6 أشهر تقريباً . معدل عمر ابن مقرض من 7 إلى 10 سنين.  

### السلوك
يمضي ابن مقرض معظم نهاره نائماً إذ أنه ينام لمدة 14-18 ساعة و يكون نشطاً عند الفجر والغسق لذا هو حيوان شفقي, وعلى خلاف فئران الخيل -التي هي حيوانات تعيش وحيدة- فإن معظم بنات مقرض تعيش في جماعات. و يعد هذا الحيوان حيواناً إقليمياً , و هو يحب الحفر وأيضاً يفضل النوم في الأماكن المغلقة.